# Bawitius bartheli
Bawitius bartheli è un pesce osseo estinto, appartenente ai polipteriformi. Visse nel Cretaceo superiore (circa 99 - 95 milioni di anni fa) e i suoi resti fossili sono stati ritrovati in Egitto.

## Descrizione
Tutto ciò che si conosce di questo animale sono poche ossa del cranio (ectopterigoidi) e alcune scaglie, notevolmente simili a quelle dell'attuale biscir (gen. Polypterus). Rispetto agli attuali biscir, Bawitius doveva essere enorme: l'ectopterigoide che costituisce l'olotipo era grande cinque volte tanto quello delle forme attuali, e anche le scaglie erano insolitamente grandi. Mantenendo le proporzioni dei biscir attuali, Bawitius doveva essere lungo circa 3 metri. La morfologia dei fossili di Bawitius è abbastanza differente da giustificare l'assegnazione a un genere a sé stante. Caratteristiche uniche del genere sono, ad esempio, un contatto allungato tra il processo laterale e la mascella, un ectopterigoide alto e stretto e la presenza di 14 denti nella principale fila dentaria. Anche le scaglie erano differenti da quelle dei biscir attuali, oltre che per la taglia. Mostrano infatti un livello discontinuo di ganoina, una forma rettilinea e piccoli processi articolari. 

## Classificazione
I fossili di questo animale furono ritrovati nell'oasi di Bahariya, in Egitto, e vennero inizialmente descritti come Polypterus bartheli nel 1984 da Schaal. Nel 2012, tuttavia, uno studio indicò che questi fossili erano da attribuire a un genere differente di polpteridi giganti, e venne istituito il genere Bawitius. Il nome deriva da Bawiti, il principale centro abitato dell'oasi di Bahariya.

## Significato dei fossili
L'esistenza di polipteridi drasticamente differenti come Bawitius e Serenoichthys corrobora la presenza di una varietà di polipteridi negli ecosistemi del Cretaceo superiore nordafricano.